# 宇宿駅
宇宿駅（うすきえき）は、鹿児島県鹿児島市宇宿三丁目にある、九州旅客鉄道（JR九州）指宿枕崎線の駅である。

## 歴史
- 1986年（昭和61年）12月1日：日本国有鉄道が開設[1]。無人駅[3]。
- 1987年（昭和62年）4月1日：国鉄分割民営化に伴い、九州旅客鉄道（JR九州）の駅となる[4]。
- 1990年（平成2年）3月：ダイヤ改正に合わせ、ホーム有効長を90mから120mに延伸[5]。
- 2006年（平成18年）3月18日：有人駅となる[6]。
- 2012年（平成24年）12月1日：ICカード「SUGOCA」の利用が可能となる[7]。
- 2020年（令和2年）5月30日：駅遠隔案内システム（Smart Support Station）「ANSWER」の導入に伴い無人化[2][8]。

## 駅構造
単式ホーム1面1線を有する地上駅。開業当時は無人駅で、2006年3月18日に有人駅となったが、2020年5月30日より駅遠隔案内システム（Smart Support Station）「ANSWER」の導入に伴い再度無人化された（開業当初は無人駅）。
IC乗車カード「SUGOCA」の利用が可能で（相互利用可能ICカードはSUGOCAの項を参照）、簡易SUGOCA改札機が設置されている。SUGOCAの販売は行なっていない。
簡易自動券売機（ICカード・オレンジカード非対応）、ICカードチャージ機が設置されている。

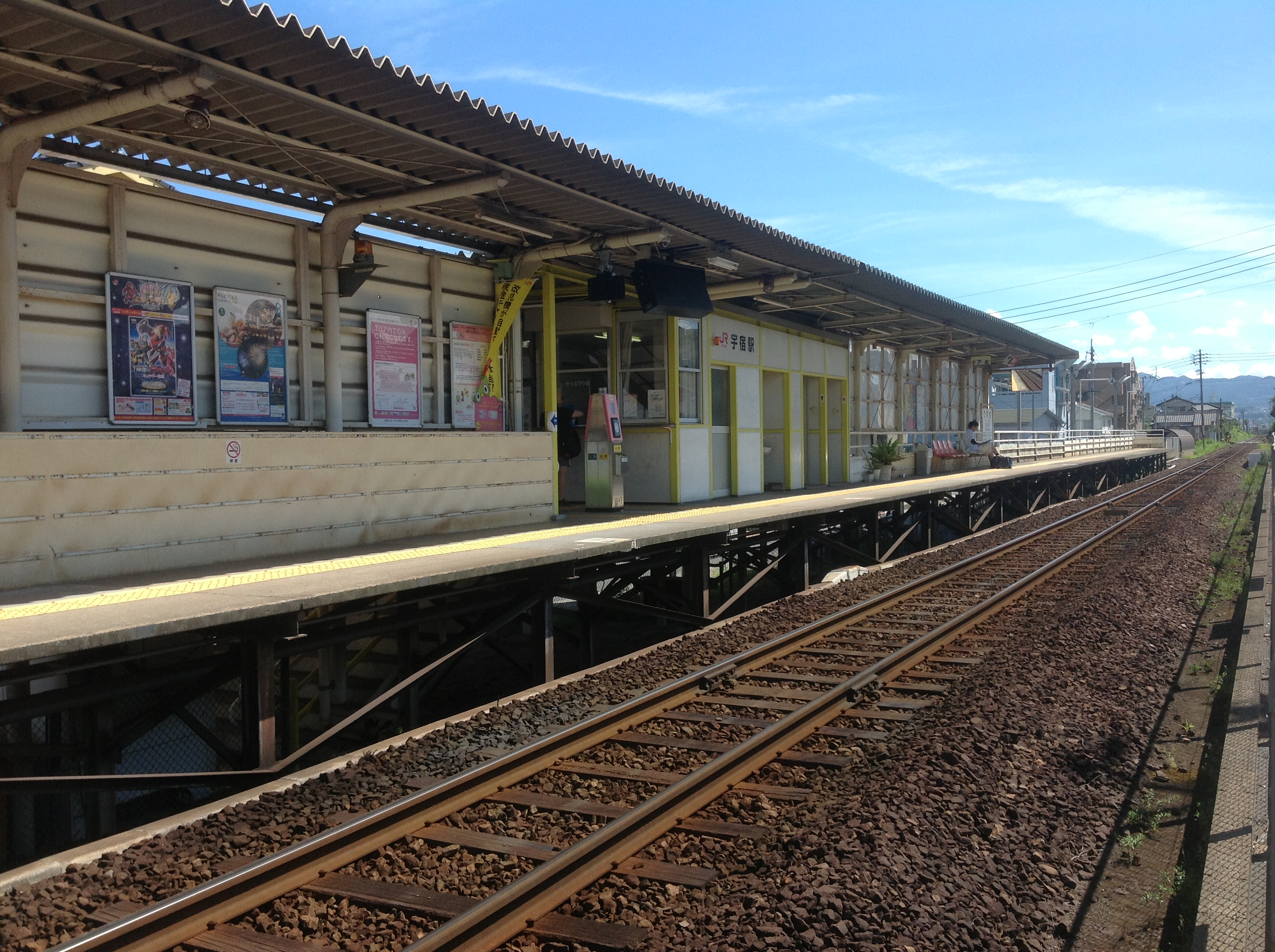
ホーム（2013年8月）

### のりば
| 番線 | 路線        | 方向 | 行先                 |
| ---- | ----------- | ---- | -------------------- |
| 1    | ■指宿枕崎線 | 上り | 鹿児島中央方面       |
| 1    | ■指宿枕崎線 | 下り | 指宿・山川・枕崎方面 |

## 利用状況
2023年度の1日平均乗車人員は1,253人である。
| 年度 | 1日平均 乗車人員 | 1日平均 乗降人員 |
| ---- | ---------------- | ---------------- |
| 2000 | 822              |                  |
| 2001 | 847              |                  |
| 2002 | 863              |                  |
| 2003 | 849              |                  |
| 2004 | 855              |                  |
| 2005 | 863              |                  |
| 2006 | 943              |                  |
| 2007 | 1,005            | 2,027            |
| 2008 | 1,052            | 2,123            |
| 2009 | 1,052            | 2,136            |
| 2010 | 1,052            | 2,123            |
| 2011 | 1,071            | 2,150            |
| 2012 | 1,115            | 2,246            |
| 2013 | 1,147            | 2,317            |
| 2014 | 1,124            | 2,274            |
| 2015 | 1,133            | 2,284            |
| 2016 | 1,173            |                  |
| 2017 | 1,226            |                  |
| 2018 | 1,263            |                  |
| 2019 | 1,259            |                  |
| 2020 | 1,013            |                  |
| 2021 | 1,003            |                  |
| 2022 | 1,113            |                  |
| 2023 | 1,253            |                  |

## 駅周辺
鹿児島市電谷山線の脇田電停が踏切を挟んで並行して立地している。周辺の丘陵部にある桜ヶ丘団地や、鹿児島大学病院行きの市営バスなどの経由地や折返地点でもあるため、小さな駅前のわりに人通りはやや多い。 駅周辺の商店街は、市内でも特に振興や活性化に熱心で、年に何度か独自のイベントを行うほどである。街の景色は都市近郊の私鉄沿線に似つかわしい雰囲気が漂う。徒歩5分圏の国道225号と産業道路に挟まれた地区は各種大型ロードサイド店の集積が進みつつあり、鹿児島市南部の一大商業中心になりつつある。
- 鹿児島市電 脇田電停
- コスモタウン脇田パーキング
- 「まちの駅」宇宿 - 鹿児島では珍しいミニ駅ビルのようなスポット。
- ファミリーマート脇田電停前店
- 宇宿商店街
- 鹿児島宇宿三郵便局
- 鹿児島信用金庫 脇田支店
- タイヨー 宇宿店
- タイヨー サンキュー新栄店
- スクエアモール鹿児島宇宿 - ドン・キホーテ、エディオン、スポーツデポなどが核テナント。
- オプシアミスミ - マックスバリュ、ゼビオなどが核テナント。
- マンガ倉庫鹿児島店
- ヤマダデンキ家電住まいる館YAMADA鹿児島本店
- セイカスポーツクラブUSUKI
- ラウンドワン鹿児島宇宿店
- 鹿児島市立宇宿小学校
- 鹿児島大学医学部・歯学部附属病院（市営バス「大学病院前」行に乗換）

備考
かつては鹿児島みらい農業協同組合（JA鹿児島みらい）宇宿支店もあったが、店舗統廃合により2021年2月に営業を終了した。

## 隣の駅
九州旅客鉄道（JR九州）
■指宿枕崎線
■快速「なのはな」・■普通
南鹿児島駅 - 宇宿駅 - 谷山駅